# Federico de los Países Bajos
El príncipe Federico de Orange-Nassau (28 de febrero de 1797 - 8 de septiembre de 1881) fue el segundo hijo de Guillermo I de los Países Bajos y su esposa, Guillermina de Prusia.

## Infancia
El príncipe creció en la corte de su abuelo, Federico Guillermo II de Prusia y su tío, Federico Guillermo III. Uno de sus tutores fue el historiador militar Carl von Clausewitz. A los 16 años, Federico luchó en la batalla de Leipzig.
El príncipe pisó por primera vez los Países Bajos en 1813. Como no hablaba neerlandés lo enviaron a la universidad de Leiden para que realizara estudios superiores. Cuando Napoleón volvió de Elba durante el periodo de los Cien Días, Federico comandó un destacamento del ejército de Wellington acantonado en la retaguardia, cerca de Braine-le-Comte, por si se perdiera la batalla que iba a librarse en Waterloo.

## Príncipe de los Países Bajos
Según un tratado, Federico debía heredar las posesiones de la familia en Alemania a la muerte de su padre, pero estas posesiones fueron arrebatadas a la familia en el Tratado de Viena. En su lugar, se convirtió en heredero del Gran Ducado de Luxemburgo. En 1816, Federico renunció a esta herencia a cambio de tierras en los Países Bajos y el título de «príncipe de los Países Bajos». Además, se acordó una compensación anual de 190 000 florines neerlandeses, que lo convirtió en el miembro más acaudalado de la casa de Orange-Nassau. Con este dinero compró una extensa propiedad en Alemania, que hizo de él el mayor latifundista de los Países Bajos.
En 1826, Federico fue nombrado comisario general del Ministerio de la Guerra, puesto desde el que reorganizó el ejército según el modelo prusiano. Federico fundó la academia militar de Breda y equipó el ejército con armamento moderno.
En 1829, Federico fue candidato al trono griego, pero lo declinó porque no deseaba convertirse en rey de un país cuya lengua y tradiciones desconocía.
Cuando estalló la Revolución belga en 1830, Federico se puso al mando de las tropas que habían sido enviadas a Bruselas para reprimir a los rebeldes. Federico dirigió a esas tropas durante los días que duraron los combates en la ciudad, pero no consiguió tomarla. En 1831, Federico tomó parte en la Campaña de los Diez Días de su hermano en Bélgica.
Cuando su padre abdicó en 1840, Federico se retiró de la vida pública, instalándose en su propiedad de Wassenaar. Tras la muerte de su hermano mayor en 1849, el país quedó gravemente endeudado. Federico consiguió devolver un millón de florines al zar Nicolás I de Rusia, cuñado de Guillermo II. El nuevo rey, Guillermo III, no quería heredar el título de su padre, pero Federico consiguió convencerlo, ofreciéndose a asesorarle. Guillermo II nombró a Federico inspector general militar, puesto en el que estuvo hasta 1868, año en el que dimitió por falta de apoyo a sus planes de modernizar el ejército. También consiguió evitar un divorcio entre el rey Guillermo II y la reina Sofía de Wurtemberg a cambio de una separación legal.

## Matrimonio
Federico se casó en Berlín el 21 de mayo de 1825 con su prima hermana Luisa de Prusia, hija de Federico Guillermo III de Prusia. El matrimonio tuvo cinco hijos:
- Luisa de los Países Bajos (La Haya, 5 de agosto de 1828 - Estocolmo, 30 de marzo de 1871). Casada el 19 de junio de 1850 en Estocolmo con Carlos XV de Suecia, con descendencia.
- Guillermo Federico Nicolás Carlos (La Haya, 6 de julio de 1833 - ibíd., 1 de noviembre de 1834).
- Guillermo Federico Nicolás Alberto (La Haya, 22 de agosto de 1836 - ibíd., 23 de enero de 1846).
- Guillermina Federica Alejandrina Ana Luisa María (Pauw Haus, Wassenaar, 5 de julio de 1841 - Neuwied, 22 de junio de 1910), casada en Wassenaar el 18 de julio de 1871 con el príncipe Guillermo de Wied (1845-1907). Fueron los padres de Guillermo de Wied, Príncipe de Albania.

## Títulos y tratamientos
Esta tabla aún no está actualizada. Puedes contribuir aportando información sobre títulos y tratamientos de esta persona.

## Ancestros
|  |                                                          |  |  |  |  |  |  |  |  |  |  |  |  |  |  |  |
|  | 16. Juan Guillermo Friso de Orange-Nassau                |  |  |  |  |  |  |  |  |  |  |  |  |  |  |  |
|  |                                                          |  |  |  |  |  |  |  |  |  |  |  |  |  |  |  |
|  |                                                          |  |  |  |  |  |  |  |  |  |  |  |  |  |  |  |
|  | 8. Guillermo IV de Orange-Nassau                         |  |  |  |  |  |  |  |  |  |  |  |  |  |  |  |
|  |                                                          |  |  |  |  |  |  |  |  |  |  |  |  |  |  |  |
|  |                                                          |  |  |  |  |  |  |  |  |  |  |  |  |  |  |  |
|  | 17. María Luisa de Hesse-Kassel                          |  |  |  |  |  |  |  |  |  |  |  |  |  |  |  |
|  |                                                          |  |  |  |  |  |  |  |  |  |  |  |  |  |  |  |
|  |                                                          |  |  |  |  |  |  |  |  |  |  |  |  |  |  |  |
|  | 4. Guillermo V de Orange-Nassau                          |  |  |  |  |  |  |  |  |  |  |  |  |  |  |  |
|  |                                                          |  |  |  |  |  |  |  |  |  |  |  |  |  |  |  |
|  |                                                          |  |  |  |  |  |  |  |  |  |  |  |  |  |  |  |
|  | 18. Jorge II de Gran Bretaña                             |  |  |  |  |  |  |  |  |  |  |  |  |  |  |  |
|  |                                                          |  |  |  |  |  |  |  |  |  |  |  |  |  |  |  |
|  |                                                          |  |  |  |  |  |  |  |  |  |  |  |  |  |  |  |
|  | 9. Ana de Hannover                                       |  |  |  |  |  |  |  |  |  |  |  |  |  |  |  |
|  |                                                          |  |  |  |  |  |  |  |  |  |  |  |  |  |  |  |
|  |                                                          |  |  |  |  |  |  |  |  |  |  |  |  |  |  |  |
|  | 19. Carolina de Brandeburgo-Ansbach                      |  |  |  |  |  |  |  |  |  |  |  |  |  |  |  |
|  |                                                          |  |  |  |  |  |  |  |  |  |  |  |  |  |  |  |
|  |                                                          |  |  |  |  |  |  |  |  |  |  |  |  |  |  |  |
|  | 2. Guillermo I de los Países Bajos                       |  |  |  |  |  |  |  |  |  |  |  |  |  |  |  |
|  |                                                          |  |  |  |  |  |  |  |  |  |  |  |  |  |  |  |
|  |                                                          |  |  |  |  |  |  |  |  |  |  |  |  |  |  |  |
|  | 20. Federico Guillermo I de Prusia                       |  |  |  |  |  |  |  |  |  |  |  |  |  |  |  |
|  |                                                          |  |  |  |  |  |  |  |  |  |  |  |  |  |  |  |
|  |                                                          |  |  |  |  |  |  |  |  |  |  |  |  |  |  |  |
|  | 10. Augusto Guillermo de Prusia                          |  |  |  |  |  |  |  |  |  |  |  |  |  |  |  |
|  |                                                          |  |  |  |  |  |  |  |  |  |  |  |  |  |  |  |
|  |                                                          |  |  |  |  |  |  |  |  |  |  |  |  |  |  |  |
|  | 21. Sofía Dorotea de Hannover                            |  |  |  |  |  |  |  |  |  |  |  |  |  |  |  |
|  |                                                          |  |  |  |  |  |  |  |  |  |  |  |  |  |  |  |
|  |                                                          |  |  |  |  |  |  |  |  |  |  |  |  |  |  |  |
|  | 5. Federica Guillermina de Prusia                        |  |  |  |  |  |  |  |  |  |  |  |  |  |  |  |
|  |                                                          |  |  |  |  |  |  |  |  |  |  |  |  |  |  |  |
|  |                                                          |  |  |  |  |  |  |  |  |  |  |  |  |  |  |  |
|  | 22. Fernando Alberto II de Brunswick-Wolfenbüttel        |  |  |  |  |  |  |  |  |  |  |  |  |  |  |  |
|  |                                                          |  |  |  |  |  |  |  |  |  |  |  |  |  |  |  |
|  |                                                          |  |  |  |  |  |  |  |  |  |  |  |  |  |  |  |
|  | 11. Luisa Amalia de Brunswick-Wolfenbüttel               |  |  |  |  |  |  |  |  |  |  |  |  |  |  |  |
|  |                                                          |  |  |  |  |  |  |  |  |  |  |  |  |  |  |  |
|  |                                                          |  |  |  |  |  |  |  |  |  |  |  |  |  |  |  |
|  | 23. Antonieta Amalia de Brunswick-Wolfenbüttel           |  |  |  |  |  |  |  |  |  |  |  |  |  |  |  |
|  |                                                          |  |  |  |  |  |  |  |  |  |  |  |  |  |  |  |
|  |                                                          |  |  |  |  |  |  |  |  |  |  |  |  |  |  |  |
|  | 1. Federico de los Países Bajos                          |  |  |  |  |  |  |  |  |  |  |  |  |  |  |  |
|  |                                                          |  |  |  |  |  |  |  |  |  |  |  |  |  |  |  |
|  |                                                          |  |  |  |  |  |  |  |  |  |  |  |  |  |  |  |
|  | 24. Federico Guillermo I de Prusia (= 20)                |  |  |  |  |  |  |  |  |  |  |  |  |  |  |  |
|  |                                                          |  |  |  |  |  |  |  |  |  |  |  |  |  |  |  |
|  |                                                          |  |  |  |  |  |  |  |  |  |  |  |  |  |  |  |
|  | 12. Augusto Guillermo de Prusia (= 10)                   |  |  |  |  |  |  |  |  |  |  |  |  |  |  |  |
|  |                                                          |  |  |  |  |  |  |  |  |  |  |  |  |  |  |  |
|  |                                                          |  |  |  |  |  |  |  |  |  |  |  |  |  |  |  |
|  | 25. Sofía Dorotea de Hannover (= 21)                     |  |  |  |  |  |  |  |  |  |  |  |  |  |  |  |
|  |                                                          |  |  |  |  |  |  |  |  |  |  |  |  |  |  |  |
|  |                                                          |  |  |  |  |  |  |  |  |  |  |  |  |  |  |  |
|  | 6. Federico Guillermo II de Prusia                       |  |  |  |  |  |  |  |  |  |  |  |  |  |  |  |
|  |                                                          |  |  |  |  |  |  |  |  |  |  |  |  |  |  |  |
|  |                                                          |  |  |  |  |  |  |  |  |  |  |  |  |  |  |  |
|  | 26. Fernando Alberto II de Brunswick-Wolfenbüttel (= 22) |  |  |  |  |  |  |  |  |  |  |  |  |  |  |  |
|  |                                                          |  |  |  |  |  |  |  |  |  |  |  |  |  |  |  |
|  |                                                          |  |  |  |  |  |  |  |  |  |  |  |  |  |  |  |
|  | 13. Luisa Amalia de Brunswick-Wolfenbüttel (= 11)        |  |  |  |  |  |  |  |  |  |  |  |  |  |  |  |
|  |                                                          |  |  |  |  |  |  |  |  |  |  |  |  |  |  |  |
|  |                                                          |  |  |  |  |  |  |  |  |  |  |  |  |  |  |  |
|  | 27. Antonieta Amalia de Brunswick-Wolfenbüttel (= 23)    |  |  |  |  |  |  |  |  |  |  |  |  |  |  |  |
|  |                                                          |  |  |  |  |  |  |  |  |  |  |  |  |  |  |  |
|  |                                                          |  |  |  |  |  |  |  |  |  |  |  |  |  |  |  |
|  | 3. Guillermina de Prusia                                 |  |  |  |  |  |  |  |  |  |  |  |  |  |  |  |
|  |                                                          |  |  |  |  |  |  |  |  |  |  |  |  |  |  |  |
|  |                                                          |  |  |  |  |  |  |  |  |  |  |  |  |  |  |  |
|  | 28. Luis VIII de Hesse-Darmstadt                         |  |  |  |  |  |  |  |  |  |  |  |  |  |  |  |
|  |                                                          |  |  |  |  |  |  |  |  |  |  |  |  |  |  |  |
|  |                                                          |  |  |  |  |  |  |  |  |  |  |  |  |  |  |  |
|  | 14. Luis IX de Hesse-Darmstadt                           |  |  |  |  |  |  |  |  |  |  |  |  |  |  |  |
|  |                                                          |  |  |  |  |  |  |  |  |  |  |  |  |  |  |  |
|  |                                                          |  |  |  |  |  |  |  |  |  |  |  |  |  |  |  |
|  | 29. Carlota de Hanau-Lichtenberg                         |  |  |  |  |  |  |  |  |  |  |  |  |  |  |  |
|  |                                                          |  |  |  |  |  |  |  |  |  |  |  |  |  |  |  |
|  |                                                          |  |  |  |  |  |  |  |  |  |  |  |  |  |  |  |
|  | 7. Federica Luisa de Hesse-Darmstadt                     |  |  |  |  |  |  |  |  |  |  |  |  |  |  |  |
|  |                                                          |  |  |  |  |  |  |  |  |  |  |  |  |  |  |  |
|  |                                                          |  |  |  |  |  |  |  |  |  |  |  |  |  |  |  |
|  | 30. Cristián III de Zweibrücken-Birkenfeld               |  |  |  |  |  |  |  |  |  |  |  |  |  |  |  |
|  |                                                          |  |  |  |  |  |  |  |  |  |  |  |  |  |  |  |
|  |                                                          |  |  |  |  |  |  |  |  |  |  |  |  |  |  |  |
|  | 15. Carolina de Zweibrücken                              |  |  |  |  |  |  |  |  |  |  |  |  |  |  |  |
|  |                                                          |  |  |  |  |  |  |  |  |  |  |  |  |  |  |  |
|  |                                                          |  |  |  |  |  |  |  |  |  |  |  |  |  |  |  |
|  | 31. Carolina de Nassau-Saarbrücken                       |  |  |  |  |  |  |  |  |  |  |  |  |  |  |  |
|  |                                                          |  |  |  |  |  |  |  |  |  |  |  |  |  |  |  |
|  |                                                          |  |  |  |  |  |  |  |  |  |  |  |  |  |  |  |